# Amalia di Baden
Amalia Cristina Carolina di Baden (Karlsruhe, 26 gennaio 1795 – Karlsruhe, 14 settembre 1869) fu una principessa del Granducato di Baden per nascita e principessa di Fürstenberg-Fürstenberg per matrimonio.

## Biografia

### Infanzia
Era figlia di Carlo Federico di Baden, granduca di Baden dal 1806 al 1811, e della seconda moglie Luisa Carolina di Hochberg.

### Matrimonio
Venne data in sposa a Carlo Egon II di Fürstenberg, principe di Fürstenberg succeduto al cugino nel 1804; il matrimonio venne celebrato a Karlsruhe il 19 aprile 1818.

### Ultimi anni e morte
Quando rimase vedova, il 22 ottobre 1854, a succedere nel principato fu loro figlio Carlo Egon Leopoldo con il nome di Carlo Egon III.
La Principessa morì a Karlsruhe il 14 settembre 1869.

## Discendenza
La principessa Amalia e il principe Carlo Egon II di Fürstenberg ebbero sette figli:
- Maria Elisabetta Luisa (Donaueschingen, 15 marzo 1819-Donaueschingen, 9 aprile 1897);
- Carlo Egon Leopoldo (Donaueschingen, 4 marzo 1820-Parigi, 15 marzo 1892), che sposò Elisabetta Enrichetta di Reuss-Greiz;
- Maria Amalia (Donaueschingen, 12 febbraio 1821-Rauden, 17 gennaio 1899), che sposò Vittorio I di Hohenlohe-Schillingsfürst;
- Massimiliano Egon Cristiano (Donaueschingen, 29 marzo 1822-Pürglitz, 27 luglio 1873), che sposò Leotina di Khevenhüller-Metsch;
- Maria Enrichetta Eleonora (16 luglio 1823-Vienna, 19 settembre 1834);
- Emilio Egon Massimiliano (Donaueschingen, 12 settembre 1825-Pürglitz, 15 maggio 1899), che sposò Leotina di Khevenhüller-Metsch;
- Paolina Guglielmina Carolina (Donaueschingen, 11 giugno 1829-Slawentzitz, 3 agosto 1900), che sposò Ugo di Hohenlohe-Öhringen.

## Ascendenza
|                                      |                                         |                                         | Genitori                            |  |  | Nonni |  |  | Bisnonni                             |  |  | Trisnonni                     |  |
|                                      |                                         |                                         |                                     |  |  |       |  |  | Carlo III Guglielmo di Baden-Durlach |  |  | Federico VII di Baden-Durlach |  |
|                                      |                                         |                                         |                                     |  |  |       |  |  | Carlo III Guglielmo di Baden-Durlach |  |  | Federico VII di Baden-Durlach |  |
|                                      |                                         | Augusta Maria di Holstein-Gottorp       |                                     |  |  |       |  |  | Carlo III Guglielmo di Baden-Durlach |  |  |                               |  |
| Federico di Baden-Durlach            |                                         |                                         |                                     |  |  |       |  |  | Carlo III Guglielmo di Baden-Durlach |  |  |                               |  |
|                                      |                                         | Maddalena Guglielmina di Württemberg    | Guglielmo Ludovico di Württemberg   |  |  |       |  |  |                                      |  |  |                               |  |
|                                      |                                         | Maddalena Guglielmina di Württemberg    | Guglielmo Ludovico di Württemberg   |  |  |       |  |  |                                      |  |  |                               |  |
|                                      |                                         | Maddalena Guglielmina di Württemberg    | Maddalena Sibilla d'Assia-Darmstadt |  |  |       |  |  |                                      |  |  |                               |  |
| Carlo Federico di Baden              |                                         | Maddalena Guglielmina di Württemberg    |                                     |  |  |       |  |  |                                      |  |  |                               |  |
|                                      |                                         | Giovanni Guglielmo Friso d'Orange       | Enrico Casimiro II di Nassau-Dietz  |  |  |       |  |  |                                      |  |  |                               |  |
|                                      |                                         | Giovanni Guglielmo Friso d'Orange       | Enrico Casimiro II di Nassau-Dietz  |  |  |       |  |  |                                      |  |  |                               |  |
|                                      |                                         | Giovanni Guglielmo Friso d'Orange       | Enrichetta Amalia di Anhalt-Dessau  |  |  |       |  |  |                                      |  |  |                               |  |
| Amalia di Nassau-Dietz               |                                         | Giovanni Guglielmo Friso d'Orange       |                                     |  |  |       |  |  |                                      |  |  |                               |  |
|                                      |                                         | Maria Luisa d'Assia-Kassel              | Carlo I d'Assia-Kassel              |  |  |       |  |  |                                      |  |  |                               |  |
|                                      |                                         | Maria Luisa d'Assia-Kassel              | Carlo I d'Assia-Kassel              |  |  |       |  |  |                                      |  |  |                               |  |
|                                      |                                         | Maria Luisa d'Assia-Kassel              | Amalia di Curlandia                 |  |  |       |  |  |                                      |  |  |                               |  |
| Amalia di Baden                      |                                         | Maria Luisa d'Assia-Kassel              |                                     |  |  |       |  |  |                                      |  |  |                               |  |
|                                      | Christian Heinrich Geyer von Geyersberg | …                                       |                                     |  |  |       |  |  |                                      |  |  |                               |  |
|                                      | Christian Heinrich Geyer von Geyersberg | …                                       |                                     |  |  |       |  |  |                                      |  |  |                               |  |
|                                      | Christian Heinrich Geyer von Geyersberg | …                                       |                                     |  |  |       |  |  |                                      |  |  |                               |  |
| Ludwig Heinrich Geyer von Geyersberg | Christian Heinrich Geyer von Geyersberg |                                         |                                     |  |  |       |  |  |                                      |  |  |                               |  |
|                                      |                                         | Christianne Philippa von Thümel         | …                                   |  |  |       |  |  |                                      |  |  |                               |  |
|                                      |                                         | Christianne Philippa von Thümel         | …                                   |  |  |       |  |  |                                      |  |  |                               |  |
|                                      |                                         | Christianne Philippa von Thümel         | …                                   |  |  |       |  |  |                                      |  |  |                               |  |
| Luisa Carolina Geyer di Geyersberg   |                                         | Christianne Philippa von Thümel         |                                     |  |  |       |  |  |                                      |  |  |                               |  |
|                                      |                                         | Johann Rudolph von Hedwiger von Sponeck | …                                   |  |  |       |  |  |                                      |  |  |                               |  |
|                                      |                                         | Johann Rudolph von Hedwiger von Sponeck | …                                   |  |  |       |  |  |                                      |  |  |                               |  |
|                                      |                                         | Johann Rudolph von Hedwiger von Sponeck | …                                   |  |  |       |  |  |                                      |  |  |                               |  |
| Maximiliana Christiane von Sponeck   |                                         | Johann Rudolph von Hedwiger von Sponeck |                                     |  |  |       |  |  |                                      |  |  |                               |  |
|                                      |                                         | Wilhelmine Louise von Hoff              | …                                   |  |  |       |  |  |                                      |  |  |                               |  |
|                                      |                                         | Wilhelmine Louise von Hoff              | …                                   |  |  |       |  |  |                                      |  |  |                               |  |
|                                      |                                         | Wilhelmine Louise von Hoff              | …                                   |  |  |       |  |  |                                      |  |  |                               |  |
|                                      |                                         | Wilhelmine Louise von Hoff              |                                     |  |  |       |  |  |                                      |  |  |                               |  |